# Bonifacio Antonio Reimann Panic

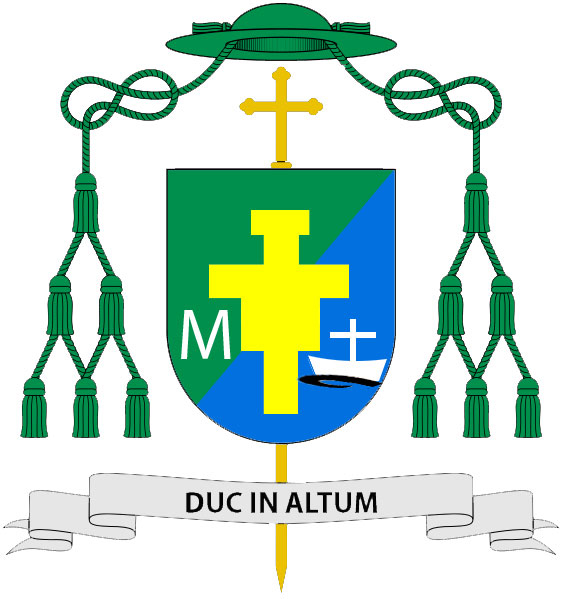
Wappen

Bonifacio Antonio Reimann Panic OFM (polnisch: Antoni Bonifacy Reimann, * 15. Mai 1952 in Kadlub Turawa) ist Apostolischer Vikar von Ñuflo de Chávez.

## Leben
Bonifacio Antonio Reimann Panic trat der Ordensgemeinschaft der Franziskaner (OFM) bei und der Erzbischof von Breslau, Henryk Roman Gulbinowicz, weihte ihn am 2. Februar 1979 zum Priester.
Papst Johannes Paul II. ernannte ihn am 31. Oktober 2001 zum Apostolischen Vikar von Ñuflo de Chávez und Titularbischof von Saia Maior. Die Bischofsweihe spendete ihm der Erzbischof von Santa Cruz de la Sierra, Julio Kardinal Terrazas Sandoval CSsR, am 1. Dezember desselben Jahres; Mitkonsekratoren waren Józef Wesołowski, Apostolischer Nuntius in Bolivien, und Jesús Gervasio Pérez Rodríguez OFM, Erzbischof von Sucre. Als Wahlspruch wählte er Duc in altum.